# ساندرا ام. سواین
ساندرا ام. سواین (متولد ۱۹۵۴) انکولوژیست، متخصص سرطان سینه و محقق ترجمه بالینی آمریکایی است. او در حال حاضر استاد دانشکده پزشکی دانشگاه جورج تاون و معاون توسعه تحقیقات در مرکز پزشکی دانشگاه جورج تاون (GUMC) و همچنین استاد کمکی پزشکی در دانشکده F. Edward Hébert است. او همچنین رئیس سابق انجمن انکولوژی بالینی آمریکا (ASCO) بوده که از سال ۲۰۱۲ تا ۲۰۱۳ خدمت کرده‌است.
تمرکز تحقیقات ساندرا شامل آزمایش‌های بالینی و تحقیقات ترجمه‌ای در سرطان سینه متاستاتیک و التهابی، درمان کمکی سرطان سینه، درمان‌های متاستاتیک سرطان سینه HER2+، سمیت قلبی و همچنین نابرابری‌های مراقبت‌های بهداشتی است. ، ، او بیش از ۲۷۵ مقاله در مورد تحقیقات خود در چندین مجلات پزشکی، از جمله ژورنال پزشکی نیوانگلند و مجله انکولوژی بالینی (JCO) نوشته‌است. علاوه بر این، او در نیویورک تایمز و وال استریت ژورنال مصاحبه داشته‌است.